# Virginia da Cunha
Virginia da Cunha (Córdoba, Argentina; 15 de junio de 1981) es una cantante, compositora y actriz argentina. Es conocida por ser integrante del grupo musical Bandana y fue la vocalista de Virgin Pancakes. Desde 2011 es cantante y vocalista del grupo power pop V. Actualmente es DJ y reside en la Ciudad Argentina de Mendoza.

## Comienzos
Virginia da Cunha nació el 15 de junio de 1981, en Córdoba (Argentina). Decidió estudiar canto y seguir sus vocaciones; para eso actuó en coros en su colegio, y estudió expresión corporal y actuación escénica. También aprendió danza jazz, hip hop, árabe, flamenco y danzas afroamericanas.
Para formar parte del casting de Popstars e integrar el grupo Bandana, abandonó su carrera de Comunicación Social en la Facultad USAL, donde había alcanzado el título terciario de Técnica en esa especialidad.

## 2001-2004: Bandana
Llegó a la escena musical gracias a su paso por Popstars y Bandana junto a Lourdes Fernández, Lissa Vera, Valeria Gastaldi e Ivonne Guzmán. Surgieron en 2001 con un éxito impresionante. Tuvieron récords de shows en el Teatro Gran Rex (más de 100), y vendieron 500.000 copias en dos años y medio que duró el grupo.
En 2003 filmaron Vivir intentando, siendo la película argentina más vista de ese año por más de un millón de espectadores. Son las primeras argentinas en aparecer en la tapa de la revista Billboard y tuvieron una edición de oro en la revista Gente. Fue el primer grupo en llegar directamente al puesto número 1 en la historia del ranking Los 40 Principales de FM Hit. Hicieron tres acústicos en FM La 100. Fue el primer grupo en tener un programa propio en Radio Disney y emitido en simultáneo en Argentina, Uruguay y Paraguay. Premios: Gardel, MTV y Martín Fierro.

## 2004-2006: solista
Separada la banda en 2004, comenzó a actuar en obras teatrales, como Aguante el circo y Naturaleza humana. Realizó conducciones de programas infantiles en el Canal Nickelodeon y la TV Pública. En 2006 grabó una versión de la canción "Material Girl" para la compilación Southern Waves (Tributo argentino al electropop clásico de los años 1980) lanzado por el sello discográfico Eternal Sunday, quienes luego lanzaron un sencillo con múltiples versiones.

## 2007-2010: Virgin Pancakes
Virgin Pancakes se forma a principios de 2007. A fines de ese año, la banda entra en estudios El Pie en Buenos Aires de la mano de Alejandro Taranto y graba su primer simple "Sincronicidad" editado por TommyGunRecords. El videoclip de "Sincronicidad" logró entrar en los 10 más pedidos de MTV. Al poco tiempo la banda graba su primer disco. En junio de 2008 finalmente entran a estudios Panda de la mano de Claudio Romandini y bajo la producción del propio guitarrista de la banda Fernando da Cunha, Virgin Pancakes tiene su disco nuevo listo: Iluminate. En 2009, Virgin Pancakes participó del Vans Warped Tour en los Estados Unidos. El 27 de septiembre de 2011 la banda cerró el ciclo de Virgin Pancakes en el Pepsi Music (compartiendo fecha con Katy Perry). En 2012 se preparan para editar su nuevo disco bajo el sello de PopArt, pero no sucedió. Nada pasó.

## 2011-2015: V
V es el nuevo proyecto de los hermanos Virginia y Fernando da Cunha, quienes lanzaron su primer sencillo "Live", un tema que combina el idioma inglés con el español y de estilo power pop. El lanzamiento incluyó una edición especial del sencillo más dos remezclas.
V fue nombrado por Da Cunha como la "evolución" de Virgin Pancakes; luego de Bandana, Virginia da Cunha empezó a buscar su propio sonido mientras se desarrolló como actriz. En esa búsqueda empezó a trabajar con su hermano Fernando da Cunha; y juntos encontraron este nuevo sonido llamado V, que tiene por un lado la influencia power de Virgin Pancakes y por el otro, la inevitable maduración natural que los aleja de lo teen, los bowls de skate, y los acerca más a lo suave, lo sensual, lo tranquilo y ambiguo. Una copia de Virgin Pancakes.
Como Virgin Pancakes, la banda editó un disco y tocaron por todo el país y en las principales ciudades de los Estados Unidos y Canadá, encontrando la cima al formar parte del Vans Warped Tour. Ahí supieron que tenían que dejar la rebeldía de lado y dar el paso hacia otro lugar.
Virginia, por su lado, tuvo un excelente año como conductora, donde se destacó con su participación en Invierno Fox Sports, y se la pudo ver en el programa Sábado bus como una de las invitadas de la mesa junto al destacado conductor Nicolás Repetto.
"Para mi V es el nombre de una nueva etapa de mi vida en la que estoy renaciendo en todos mis aspectos. En inglés suena fonéticamente como el verbo ser y eso tiene que ver muchísimo con esta etapa donde me estoy permitiendo ser más natural, más libre y donde siempre lo que se ve es producto de redes y esfuerzos de años de búsqueda y aprendizaje. V es la evolución y simplificación de mi proyecto anterior Virgin Pancakes, algo que me encuentra en un año donde todo lo que buscaba transformarse termino por hacerlo. Es el comienzo de una nueva era en mi vida, de la mano de un gran complemento y talento como lo es mi hermano".

## Regreso al grupo Bandana
El 8 de julio de 2016, Virginia da Cunha se presentó en el Teatro Lola Membrives, junto con Lourdes Fernández, Lissa Vera y Valeria Gastaldi. Luego Virginia dejó el grupo para enfocarse en su carrera solista. A pesar de esto Da Cunha siempre que pudo participo del proyecto en diversas presentaciones (Show en Mendoza 2022 - Show en Palermo 2024 - Show en Saavedra 2025)

## Discografía

### Álbumes
Con Virgin Pancakes:
- 2008: Iluminate (2008 en pendrive, 2009 en CD)

Como solista:
- 2019: Nueva Religión

### Sencillos
| - 2007: "Material Girl" Con V: - 2011: "Live" Con Just V: - 2012: "Power of Love" Como solista: - 2013: "Brand New Day" (feat. Fernando da Cunha) - 2014: "Maniac" - 2015: "Angel of Fire" (Virginia da Cunha, Dreamers Inc) | - 2015: "So Alone" - 2016: "Meant to Be" - 2016: "Meant to Be" (feat. Mr. E) - 2017: "Stop" - 2017: "Magnetic Love" - 2017: "Belong" - 2017: "Belong" (Pam Remix) - 2018: "Real Love" - 2018: "Addicted to Bass" (Gabman remix) - 2018: "Ashes to the Wind" (Gurkan Asik Rework) - 2018: "Ashes to the Wind" (Gabman Remix) - 2018: "Disconnect" feat Gabman - 2018: "Volver" feat Gabman - 2018: "Shining star" feat Gabman | - 2018: "Connected" Como artista invitada: - 2018: "Tonight" (Agus Laudi feat. Virginia da Cunha) |

## Participaciones especiales
- Aguante el circo en Carlos Paz (Producida por Guinzburg) Temporada (2005)
- Naturaleza humana en el Teatro Opera (Protagonista con Patricio Arellano) (2005-2006)
- Especial día del Niño Canal 7 (2005)
- Sin código (Serie TV)  Canal 13 (2005)
- Campaña Tabatha Jeans  (2006)
- Las aventuras del Dr. Miniatura Telefe Un capítulo (2006)
- La búsqueda - AM 950. Coconducción con Patricio Arellano (2006)
- Cantamérica ShowMatch Canal 13 (2006)
- Campaña Satin Blue (marca de ropa interior) (2007)
- Patinando por un sueño ShowMatch Canal 13 (2007)
- Un cortado Canal 7 Un capítulo (2007)
- Conducción Radio KSK (2008)
- Posee con su banda Virgin Pancakes una línea de ropa de Vans (2008-2009)
- Los 15 mejores  (Quiero música en mi idioma) (2009-2010)
- Senza tette niente Paradiso TV Italia (2010)
- Desfiles Pancho Dotto Punta del Este (2011)
- Segmento Bellezas Internacionales en Sábado bus Telefe (2011)
- Conducción programa Invierno Fox Sports (2011)
- Qitapenas Telefe (2013)
- Celebrity Splash Telefe (2013)
- Peligro: Sin codificar Telefe (2014)
- Cien días para enamorarse Telefe (2018)
- El challenge, desafío de estilistas Telefe (2021)